# Faramea bracteata
Faramea bracteata är en måreväxtart som beskrevs av George Bentham. Faramea bracteata ingår i släktet Faramea och familjen måreväxter. Inga underarter finns listade i Catalogue of Life.